# La Frasnée
La Frasnée é uma comuna francesa na região administrativa de Borgonha-Franco-Condado, no departamento de Jura. Estende-se por uma área de 3,19 km². Em 2010 a comuna tinha 41 habitantes (densidade: 12,9 hab./km²).